# ARPC5
ARPC5 (англ. Actin related protein 2/3 complex subunit 5) – білок, який кодується однойменним геном, розташованим у людей на короткому плечі 1-ї хромосоми.  Довжина поліпептидного ланцюга білка становить 151 амінокислот, а молекулярна маса — 16 320.
| 10         |  | 20         |  | 30         |  | 40         |  | 50         |
| ---------- |  | ---------- |  | ---------- |  | ---------- |  | ---------- |
| MSKNTVSSAR |  | FRKVDVDEYD |  | ENKFVDEEDG |  | GDGQAGPDEG |  | EVDSCLRQGN |
| MTAALQAALK |  | NPPINTKSQA |  | VKDRAGSIVL |  | KVLISFKAND |  | IEKAVQSLDK |
| NGVDLLMKYI |  | YKGFESPSDN |  | SSAMLLQWHE |  | KALAAGGVGS |  | IVRVLTARKT |
| V          |  |            |  |            |  |            |  |            |

A: Аланін

C: Цистеїн

D: Аспарагінова кислота

E: Глутамінова кислота

F: Фенілаланін

G: Гліцин

H: Гістидин

I: Ізолейцин

K: Лізин

L: Лейцин

M: Метіонін

N: Аспарагін

P: Пролін

Q: Глутамін

R: Аргінін

S: Серин

T: Треонін

V: Валін

W: Триптофан

Задіяний у такому біологічному процесі як ацетиляція. 
Білок має сайт для зв'язування з молекулою актину. 
Локалізований у цитоплазмі, цитоскелеті, клітинних відростках.